# Лундюга
Лундюга — река в России, протекает в Вилегодском районе Архангельской области. Устье реки находится в 47 км по правому берегу реки Великая Охта. Длина реки составляет 2 км.
Образуется в результате слияния Малой Лундюги и Большой Лундюги. Протекает по территории Вилегодского района Архангельской области рядом с посёлком Широкий Прилук.

## Данные водного реестра
По данным государственного водного реестра России относится к Двинско-Печорскому бассейновому округу, водохозяйственный участок реки — Вычегда от города Сыктывкар и до устья, речной подбассейн реки — Вычегда. Речной бассейн реки — Северная Двина.
Код объекта в государственном водном реестре — 03020200212103000024662.